# حصن مشمل (الحصن)

تعديل مصدري - تعديل

حصن مشمل هي إحدى قرى عزلة اليمانية العليا بمديرية الحصن التابعة لمحافظة صنعاء، بلغ تعداد سكانها 1168 نسمة حسب تعداد اليمن لعام 2004.